# Miconia adrienii
Miconia adrienii är en tvåhjärtbladig växtart som beskrevs av James Francis Macbride. Miconia adrienii ingår i släktet Miconia och familjen Melastomataceae. Inga underarter finns listade i Catalogue of Life.